# Parlamentní volby v Rakousku 1923
Parlamentní volby konané 21. října 1923 byly třetími volbami od konce první světové války a od vyhlášení první Rakouské republiky. Ve stejný den se konaly i volby do městské rady ve Vídni.
Volby vyhrála opět Křesťansko-sociální strana před sociální demokracií. Třetí skončili s velkým odstupem nacionalisté z Velkoněmecké lidové strany. Křesťanským sociálům chybělo jedno křeslo, aby měli většinu v parlamentu. Bez problémů tak mohl dosavadní kancléř Seipel vytvořit staronovou koalici s nacionalisty z Velkoněmecké lidové strany a pokračovat ve vládě i po volbách.

## Předcházející události
Politická scéna v Rakousku se v roce 1923 začínal postupně polarizovat. Sociální demokraté, kteří drželi před volbami většinu ve vídeňské městské radě, se začali radikalizovat. Ve městě vznikla polovojenská organizace Republikanischer Schutzbund (česky Republikánský obranný svaz), která měla ochraňovat jak stranu, tak všechny levicově založené příznivce a být protipól k vládou ovládaným ochranným složkám. Vládnoucí křesťanští sociálové v čele s Ignazem Seipelem nezůstali pozadu a začali financovat pravicovou paramilitantní organizaci Heimwehr (česky Domobrana).

## Volby

### Volební kampaň
Křesťanští sociálové, kteří měli své hlasy na venkově jisté, se v kampani zaměřili na velká města, a to především na levicovou Vídeň. Konzervativci prezentovali dosavadního kancléře Ignaze Seipele jako osvědčeného a schopného vůdce. Seipelovi se podařilo 4. října 1922 uzavřít tzv. Ženevský protokol. Rakouská vláda se v něm oficiálně vzdala možnosti sloučení s Německem a výměnou dostala od Velké Británie, Francie, Itálie a Československa výraznou finanční injekci, a to po dobu 20 let. Další část kampaně se opírala do výstavby sociálního bydlení ve Vídni, které strana viděla jako neúčinné a finančně zbytečně náročné.

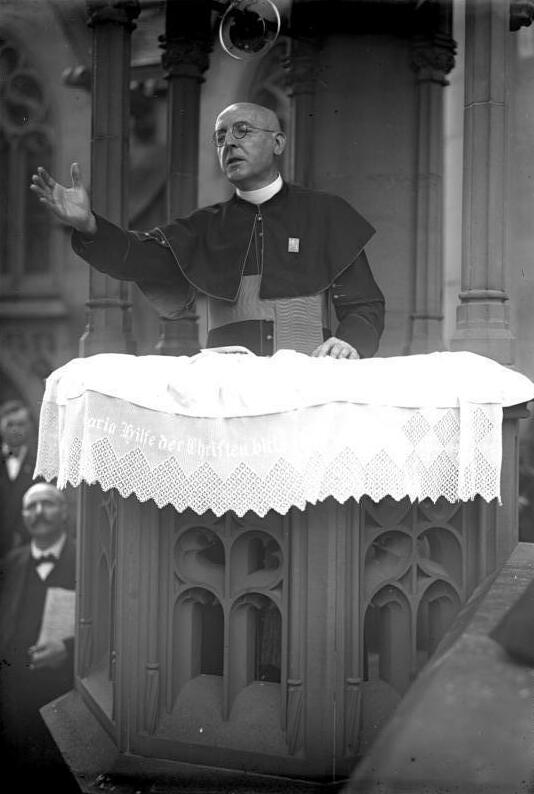
Kancléř Seipel při kázání

Sociální demokraté se v kampani ostře stavěli proti vládním úsporným opatřením, která by dopadla především na státní zaměstnance a dělníky. Vystoupili proti škrtům ve zdravotním pojištění, v pojištění při nezaměstnanosti a ostře odmítli jakékoliv propouštění. V kampani poukazovali na silné propojení katolické církve a vrcholné vládní politiky. Trnem v oku jim byl hlavně kancléř Seipel, který kromě funkce spolkového kancléře zastával i funkci preláta, představeného katolické církve. V další části kampaně se sociální demokraté postavili proti nacionalistům a jakýmkoliv monarchistickým tendencím v zemi.
Nacionalisté z Velkoněmecké strany a Landbundu šli do voleb s čistě antisemitskou kampaní. Vyzívali německé Árijce, aby otevřeně podpořili odnětí hlasovacího práva Židům, kteří podle nich mohli za nedostatek ubytovacích kapacit ve velkých městech. Obvinili sociální demokraty, že chtějí dovést vídeňský lid pod nadvládu židovské a české kliky (Čechů ve Vídni po první světové válce žilo okolo 80 tisíc). Velkoněmecká lidová strana se pokusila ve volbách kandidovat společně s Landbundem, ale díky rozdílným názorům na sestavení kandidátky se to podařilo jen v některých spolkových zemích.

### Výsledky
Před volbami byl počet křesel v Národní radě snížen z původních 183 na 165. Důsledkem toto strany, i když získaly více hlasů než v předchozích volbách, ztratily několik mandátů.
Volby vyhráli opět konzervativci z Křesťansko-socialní strany. Podařilo se jim získat 82 mandátů a chyběl jim jediný na získání nadpoloviční většiny v parlamentu. Druzí skončili sociální demokraté, kteří taktéž posílili. Neměli ale v parlamentu žádného potenciálního koaličního partnera, takže opět skončili v opozici. Třetí skočili nacionalisté z Velkoněmecké strany a Landbundu. Ti ale utrpěli výrazné ztráty a museli se obejít bez půlky mandátů.
Zcela opačné výsledky pak hlásila Vídeň. Zde vyhráli s přehledem sociální demokraté (zisk 55,9%) před druhými křesťanskými sociály s 33%. V městské radě pak sociální demokraté měli 78 křesel z celkových 120 a chyběly jim 2 křesla k dvoutřetinové většině. Starostou zůstal Karl Seitz.
| Politická strana | Politická strana                                       | Hlasy v % (změna) | Hlasy v % (změna) | Mandáty (změna) | Mandáty (změna) |
| ---------------- | ------------------------------------------------------ | ----------------- | ----------------- | --------------- | --------------- |
|                  | Křesťansko-sociální strana                             | 44,1              | ▲ +2,3            | 82              | ▼ -3            |
|                  | Sociálně demokratická dělnická strana Rakouska (SDAPÖ) | 39,6              | ▲ +3,6            | 68              | ▼ -1            |
|                  | Velkoněmecká lidová strana (GDVP) a Landbund (L)       | 7,8               | ▼ -5,3            | 10              | ▼ -12           |
|                  | Landbund (L)                                           | 3,0               | ▼ -1,2            | 5               | ▼ -2            |
|                  | ostatní                                                | 5,5               | -                 | 0               | 0               |
| Celkem           | Celkem                                                 | 100,0             |                   | 165             | -18             |

## Sestavování vlády
Ačkoliv pravicové strany nezískaly vytouženou dvou třetinovou většinu v parlamentu, bez problémů mohla pokračovat současná koalice konzervativců z CS a nacionalistů z GDVP vedená kancléřem Seipelem.
Vláda pokračovala v úsporných opatřeních, pro která se země zavázala v Ženevském protokolu. Jakékoliv škrty nesli velice nelibě sociální demokraté a pustili se do kampaně proti samotné osobě kancléře. Vyhrocená politická a sociální situace se mu stala téměř osudná. Dne 1. července 1924 byl na kancléře Seipela spáchán atentát. Pracovník přádelny Karl Jaworek pod vlivem levicové propagandy postřelil zblízka kancléře na vlakovém nádraží. Vyšetřování neprokázalo navázání Jaworka na žádné politické kruhy a pachatel si musel odsedět 5 let těžkého žaláře. Zraněný kancléř se pokusil dál zastávat úřad, ale v listopadu téhož roku kvůli špatně probíhající rehabilitaci a celkovému vyčerpání rezignoval. V úřadu ho nahradil jeho blízký spolupracovník Rudolf Ramek.